# 戴维·洛尔德基帕尼泽
戴维·洛尔德基帕尼泽（1964年8月5日—）是一位格鲁吉亚人类学家和考古学家，格鲁吉亚国家博物馆馆长，格鲁吉亚国家科学院院士，美国国家科学院外籍院士，其父亲奥塔尔·洛尔德基帕尼泽也是考古学家。